# 義警 (民間治安組織)
義警（英語：Vigilante），或者稱為自警團、正義使者、治安維持者，是在沒有法律授權的情況下自行伸張被認定為正義的志願治安的人或組織。在無政府管制時期通過行使自己的力量，維護和保障自己和社區的權利，組織私人軍隊、民兵或類似的犯罪預防組織。

## 另見
- 公共安全、犯罪預防
- 保全、私人軍事服務公司
- 民兵、私兵
- 团练、義勇、鄉勇、隘勇
- 私刑
- 红卫兵
- 治安联防队